# يزن خليل
يزن خليل، (6 ديسمبر 1988) ممثل سوري خريج المعهد العالي للفنون المسرحية، عرفه الجمهور في مسلسل سكر وسط، بالإضافة إلى عدة أعمال أخرى مثل مسرحية بار في شارع الحمرا، وهو متزوج من الفنانة السورية الشابة حلا رجب، وكان أهم أدواره هو صابر في الغربال الجزء الثاني.

## أعماله
- (2012) ولادة من الخاصرة ج2: ساعات الجمر
- (2013) ياسمين عتيق
- (2013) سكر وسط
- (2014) بواب الريح
- (2015) حرائر
- (2015) الغربال ج2
- (2016) خاتون ج1
- (2016) عطر الشام ج1
- (2016) لست جارية
- (2017) عطر الشام ج2
- (2017) الغريب
- (2017) أهل الغرام ج3
- (2018) عطر الشام ج3
- (2019) هوا أصفر
- (2019) عطر الشام ج4
- (2019) ناس من ورق
- (2019) عن الهوى والجوى
- (2020) سوق الحرير
- (2020) بروكار
- (2020) بورتريه
- (2020) ما بين حب وحب
- (2020) انتقام بارد [2]
- (2021):على صفيح ساخن
- (2021) حارة القبة
- (2021) سوق الحرير 2
- (2022):  على قيد الحب
- (2022):  مع وقف التنفيذ
- (2025 ) معاوية / عتبة بن أبي سفيان

## روابط خارجية
- يزن خليل على موقع قاعدة بيانات الأفلام العربية